# Nikolauskirche (Dühren)

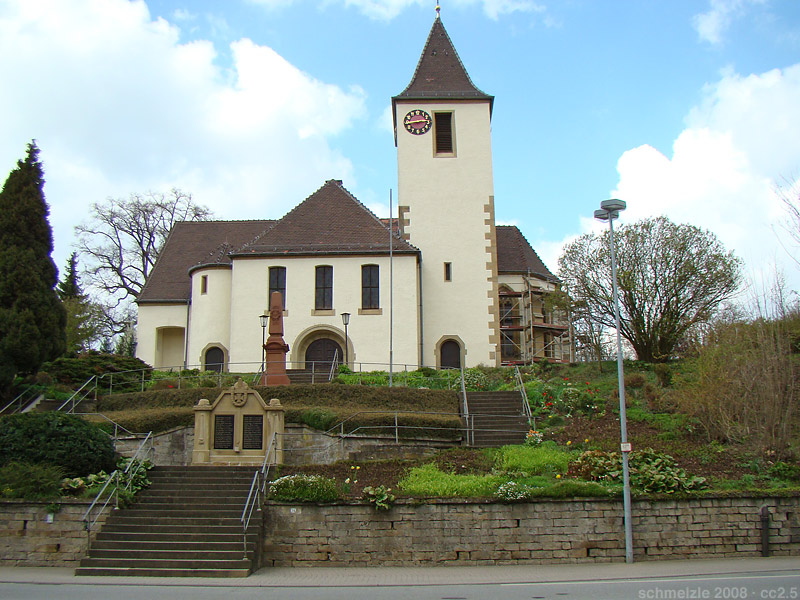
Evangelische Nikolauskirche in Dühren

Die evangelische Nikolauskirche in Dühren, einem Stadtteil der Großen Kreisstadt Sinsheim im Rhein-Neckar-Kreis im nördlichen Baden-Württemberg, geht auf eine mittelalterliche Kapelle zurück und erhielt ihr heutiges Äußeres nach Zerstörungen im Zweiten Weltkrieg.

## Lage
Die Kirche steht am nördlichen Ortsrand nahe an der Durchgangsstraße Karlsruher Straße (B 292) am unteren Hang des Kirchbergs, den sich der bald anschließende Friedhof hochzieht.

## Geschichte
Die Kirche wurde 1494 an der Stelle einer älteren Kapelle erbaut. Nach Zerstörungen in den Kriegen des späten 17. Jahrhunderts wurde nach 1700 das Langhaus erneuert. In den Jahren 1895/96 wurde das Gebäude im Stil der Neugotik renoviert, wobei auch das Kirchenschiff vergrößert und der Turm erhöht sowie ein Treppenturm angebaut wurden. Die Kirche wurde 1945 von Brandgranaten getroffen und brannte bis auf den Chor und die Sakristei nieder. Beim Wiederaufbau wurden im Chor mittelalterliche Fresken freigelegt. 1952 wurde die Kirche in ihrer heutigen Gestalt neu eingeweiht. Das nahegelegene Pfarrhaus von 1771 hat ein schmuckvolles Rokoko-Portal. An einer der Giebelseiten des Hauses befindet sich ein Wappen aus dem Jahr 1569.

## Glocken
Im späten 19. Jahrhundert bestand das Geläut der Kirche aus drei Glocken der Gussjahre 1705, 1807 und 1816. Die Glocke von 1705 war von Johann Georg Rohr aus Heilbronn in Waibstadt gegossen worden und wog 801 Pfund. Die Glocke von 1807, die sich bis heute in der Kirche erhalten hat, stammt aus der Gießerei von Lucas Speck in Heidelberg. Sie hat den Schlagton a‘, einen Durchmesser von 80 cm und ein Gewicht von 316 kg. In die Glocke floss eine ältere Dührener Glocke als Umguss mit ein. Auch die Glocke von 1816 war als Umguss einer älteren Dührener Glocke bei Speck in Heidelberg gegossen worden. 1885 wurde die Rohr-Glocke von 1705 bei Andreas Hamm Sohn in Frankenthal zu einer neuen, 442 kg schweren Bronzeglocke mit dem Schlagton gis‘ umgegossen.
Im Ersten Weltkrieg mussten 1917 die beiden Glocken von 1816 und 1885 abgeliefert werden. Als Ersatz ließ man 1925 zwei neue Bronzeglocken bei der Glockengießerei Bachert in Karlsruhe gießen. Die größere hatte den Schlagton fis‘, einen Durchmesser von 112,2 cm und ein Gewicht von 873 kg. Die kleinere hat den Schlagton cis‘‘, einen Durchmesser von 73 cm und ein Gewicht von 227 kg. Ihre Inschrift lautet DER LIEBE RAT SCHAFFT NEUE TAT GESTIFTET IM JAHRE 1925 VON DER EVANG. KIRCHE DÜHREN.
Im Zweiten Weltkrieg mussten 1942 die alte Glocke von 1807 und die größere der Bachert-Glocken von 1925 abgeliefert werden. Die alte Glocke von 1807 kehrte 1947 nach Dühren zurück, das Dreigeläut wurde 1957 durch einen Neuguss bei Bachert in Karlsruhe wieder vervollständigt. Die zuletzt gegossene Glocke hat den Schlagton fis‘ und ein Gewicht von 770 kg. Ihre Inschrift lautet: VERLEIH UNS FRIEDEN GNÄDIGLICH ZUM GEDENKEN AN DIE ZERSTÖRUNG DER KIRCHE AM OSTERMONTAG 1945 GESTIFTET VON DER EVANG. KIRCHENGEMEINDE DÜHREN.